# Saint-Juvat
Saint-Juvat (bret. Sant-Yuvad) – miejscowość i gmina we Francji, w regionie Bretania, w departamencie Côtes-d’Armor.
Według danych na rok 1990 gminę zamieszkiwało 678 osób, a gęstość zaludnienia wynosiła 39 osób/km² (wśród 1269 gmin Bretanii Saint-Juvat plasuje się na 731. miejscu pod względem liczby ludności, natomiast pod względem powierzchni na miejscu 585.).